# Chromebook

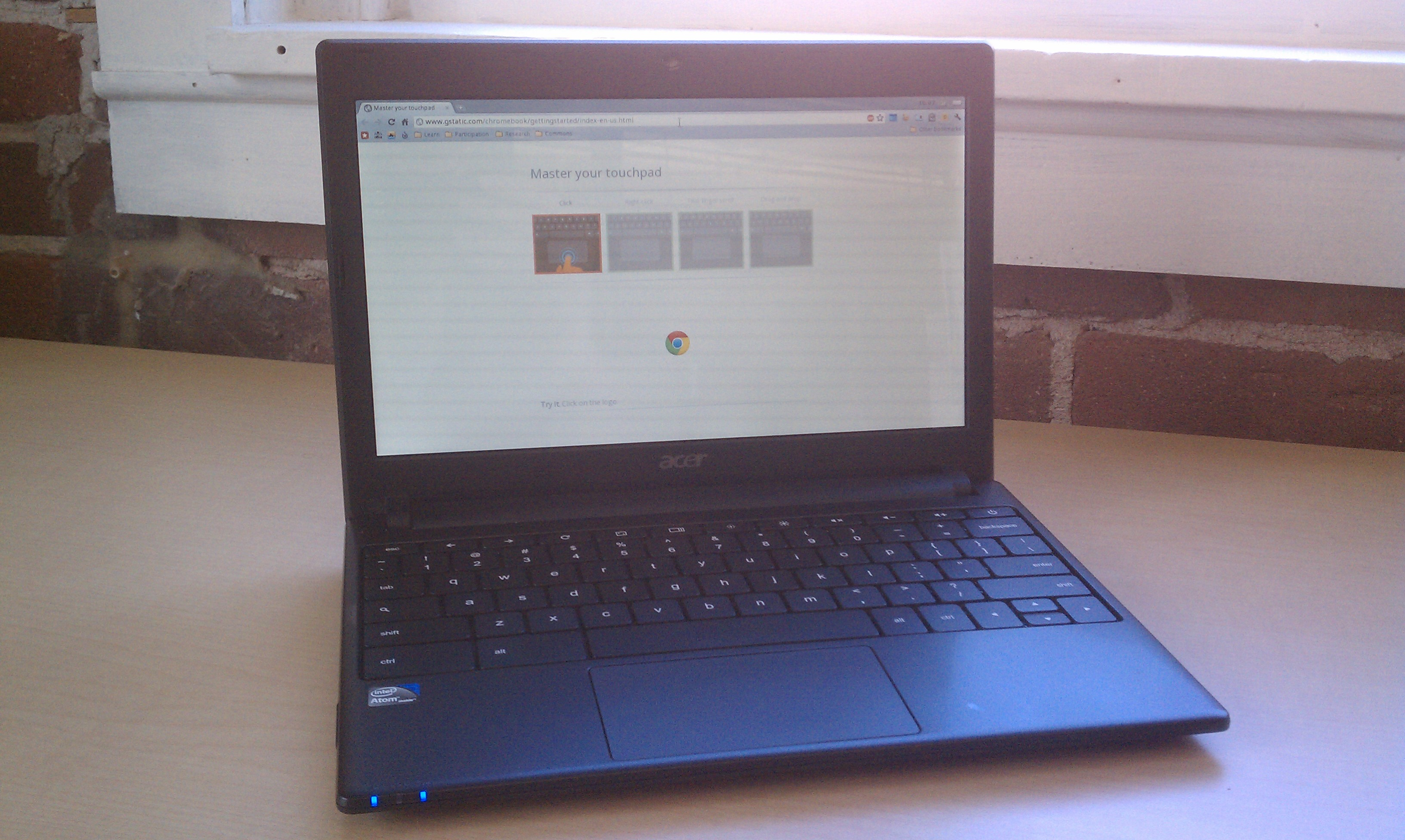
Acer AC700 Chromebook

Chromebook – komputer z systemem operacyjnym Google Chrome OS. Główną cechą tych komputerów są kompaktowe rozmiary i niska waga.

## Produkty

### Chromebook
| Porównanie modeli Chromebook | Porównanie modeli Chromebook                           | Porównanie modeli Chromebook                                           | Porównanie modeli Chromebook                                |
| Model                        | Acer AC700                                             | Samsung Series 5 550                                                   | Samsung Series 5                                            |
| ---------------------------- | ------------------------------------------------------ | ---------------------------------------------------------------------- | ----------------------------------------------------------- |
| Cena początkowa              | cena nieznana                                          | 449 $                                                                  | 349 $                                                       |
| Wyświetlacz                  | 11.6″ (1366×768)                                       | 12.1″ (1280×800)                                                       | 12.1″ (1280×800)                                            |
| Waga                         | 1,45 kg                                                | 1,48 kg                                                                | od 1,48 kg                                                  |
| Czas pracy na baterii        | 6 godzin                                               | 6 godzin                                                               | 8,5 godziny                                                 |
| Procesor                     | Intel® dual-core Atom N570                             | Intel® Core™                                                           | Intel® dual-core Atom N570                                  |
| SSD                          | 16 GB                                                  | 16 GB                                                                  | 16 GB                                                       |
| Pamięć RAM                   | 2 GB                                                   | 4 GB                                                                   | 2 GB                                                        |
| Porty                        | – HDMI port – 2 × USB 2.0 – 4-w-1 czytnik kart pamięci | – DisplayPort++ Output – 2 × USB 2.0 – 4-w-1 czytnik kart pamięci      | – Micro-VGA port – 2 × USB 2.0 – 4-w-1 czytnik kart pamięci |
| Sieć                         | – dual-band Wi-Fi – 3G modem (opcja) – Bluetooth 3.0™  | – dual-band Wi-Fi 802.11 a/b/g/n – 3G modem (opcja) – Gigabit Ethernet | – dual-band Wi-Fi – 3G modem (opcja)                        |
| Wbudowane urządzenia         | Kamera internetowa HD                                  | Kamera internetowa HD                                                  | Kamera internetowa                                          |

### Chromebox
| Chromebox  | Chromebox                                                                         |
| Model      | Samsung Series 3                                                                  |
| ---------- | --------------------------------------------------------------------------------- |
| Cena       | $329                                                                              |
| Procesor   | Intel® Core™                                                                      |
| SSD        | 16 GB                                                                             |
| Pamięć RAM | 4 GB                                                                              |
| Porty      | – 2 × DisplayPort++ Output – DVI-I (single link) – 6 × USB 2.0 – Gigabit Ethernet |
| Sieć       | – dual-band Wi-Fi 802.11 a/b/g/n – Bluetooth 3.0™                                 |